# All-Ireland Senior Football Championship 1931
L'All-Ireland Senior Football Championship 1931 fu l'edizione numero 45 del principale torneo di calcio gaelico irlandese. Kerry batté in finale Kildare ottenendo il decimo trionfo della sua storia.

## Semifinali
| Tuam 30 agosto 1931 | Kerry | 1-06 – 1-04 | Mayo |  |

| Cavan 30 agosto 1931 | Kildare | 0-10 – 1-05 | Cavan |  |

### Finale
| Dublino 27 settembre 1931 | Kerry | 2-07 – 2-04 | Kildare | Croke Park (42350 spett.) |